# Решетников, Михаил Николаевич
Михаил Николаевич Решетников (1928—1992) — бригадир ГРОЗ шахты «Зыряновская» ПО «Южкузбассуголь».

## Биография
Родился 25 ноября 1928 года в селе Нагайбак Башкирской АССР.
Свой трудовой путь шахтера он начинал в 1948 году на шахте «Коксовая-1» в г. Прокопьевске. Михаил Николаевич оказался в числе немногих добровольцев, которые предпочли действительной службе в армии работу в забое. Через некоторое время он по приглашению родственников перешел на шахту «Зыряновская» в г. Новокузнецк, где вскоре стал бригадиром. Первые рубежи бригады М. Н. Решетникова по сегодняшним масштабам чуть ли не игрушечные — 250 тысяч тонн. Потом были 500- и 600-тысячные годовые результаты. «Разведка боем» состоялась в мае 1978 года, когда бригада добилась рекордной для шахт города выработки. За месяц из одной лавы комплексом ОКП-70 было добыто 100251 тонна угля. В декабре 1978 года бригадой было выдано с начала года более 700 тысяч тонн угля, что явилось наивысшим достижением среди комплексно-механизированных бригад города.
За достижение высоких производственных показателей во Всесоюзном социалистическом соревновании в 1977 году и успешную работу в 1978 году имя бригадира М. Н. Решетникова было занесено на доску Почета министерства. 27 июня 1979 года бригада М. Н. Решетникова выполнила социалистические обязательства, взятые на 10-ю пятилетку, добыв 2,5 млн тонн угля с начала пятилетки. А 4 декабря этого же года бригадой был добыт 1 млн тонн угля одним механизированным комплексом.
Михаил Николаевич — ветеран труда, заслуженный шахтер РСФСР, кавалер ордена Трудового Красного Знамени, знака «Шахтерская слава» 3-х степеней, награждён двумя серебряными медалями ВДНХ СССР. За высокопроизводительное использование горной техники и достижение бригадой годовой добычи 1 млн. 80 тыс. тонн ему было присвоено звание «Лауреат премии Кузбасса 1979 года».
В 1980 году за вклад в достижение максимальной нагрузки на очистную комплексно-механизированную лаву удостоен Золотой медали ВДНХ СССР.
В 1981 году «за выдающиеся производственные достижения, досрочное выполнение заданий десятой пятилетки и социалистических обязательств, проявленную трудовую доблесть» Решетникову Михаилу Николаевичу было присвоено звание Героя Социалистического Труда.